# 1977 en Iran
Chronologie de l'Iran
- 1973
- 1974
- 1975
- 1976
- 1977
- 1978
- 1979
- 1980
- 1981

Cette page présente les faits marquants de l'année 1977 en Iran.

## Événements

### Mars
Pour un article plus général, voir Mars 1977.
- 22 mars : Séisme de 1977 à Khurgu (fa)

### Avril
Pour un article plus général, voir Avril 1977.
- 6 avril : Séisme de 1977 à Naghan (fa)

### Août
Pour un article plus général, voir Août 1977.
- 7 août : Jamshid Amouzegar succède à Amir Abbas Hoveyda et devient le premier ministre d'Iran.

### Décembre
Pour un article plus général, voir Décembre 1977.
- 31 décembre : Le président américain Jimmy Carter arrive à Téhéran[1].

## Culture

### Sortie de film
Sauf indication contraire, les informations mentionnées dans cette section peuvent être confirmées par les bases de données cinématographiques IMDb et SourehCinema (fa),  présentes dans la section « Liens externes ».
- Comment utiliser son temps libre ?, écrit et réalisé par Abbas Kiarostami.
- Dead End, écrit et réalisé par Parviz Sayyad.
- Hommage aux professeurs, écrit et réalisé par Abbas Kiarostami.
- Le Rapport, écrit et réalisé par Abbas Kiarostami.

## Naissances
- 3 février : Mitra Hajjar, actrice.
- 12 mai : Maryam Mirzakhani, mathématicienne récompensée de la médaille Fields († 14 juillet 2017).
- 11 juin : Mahnaz Afshar, actrice.
- 24 juillet : Mehdi Mahdavikia, footballeur.
- 25 juillet : Ahmad Batebi.
- 16 septembre : Alireza Dabir, lutteur.
- 23 septembre : Amir Reza Salari, cinéaste iranien.
- 24 novembre : Hamid Goodarzi, acteur.

## Décès
- 19 juin : Ali Chariati, philosophe.
- 23 octobre : Mostafa Khomeini, fils de Rouhollah Khomeini.
- 25 novembre : Manoutchehr Eghbal, homme politique.
- 30 décembre : Hossein Ghods Nakhaï.